# 北海道芦別商業高等学校
北海道芦別商業高等学校（ほっかいどう あしべつしょうぎょうこうとうがっこう）は、かつて北海道芦別市にあった道立商業高等学校。1988年に北海道芦別総合技術高等学校へ統合され、閉校した。学科は商業科のみ。
女子バレーボール部が強豪で知られており、田辺二夫監督の下で北海道高校バレーボール選手権（全国高校総体北海道予選）に9回の出場歴があった。そのうち1970年の大会で準優勝し、全国高等学校総合体育大会バレーボール競技大会に出場した。
また、男子サッカー部も強豪、全国高校サッカー選手権北海道予選に12回の出場歴があり、準優勝3回(1962,1964,1965)、ベスト4に2回(1959,1961)、ベスト8に4回(1957,1963,1966,1968)入っている。

## 沿革
- 1957年（昭和32年）4月 - 北海道芦別啓南高等学校として開校[1][2]。
- 1968年（昭和43年） - 北海道芦別商業高等学校に校名を変更[1][2]。
- 1970年（昭和45年）8月 - 北海道高校バレーボール選手権（全国高校総体北海道予選）で準優勝（優勝は白糠高校）[4]。第23回全国高等学校総合体育大会バレーボール競技大会に出場。
- 1988年（昭和63年） - 北海道芦別工業高等学校との統合校として北海道芦別総合技術高等学校を開校[5]。生徒は2・3年生として芦別総合技術高等学校に転入学した。
- 1989年（平成元年）3月31日 - 最後の卒業生と共に閉校。